# Aconaemys sagei
Aconaemys sagei és una espècie de mamífer rosegador de la família dels octodòntids. Viu a l'Argentina i probablement a Xile. El seu hàbitat natural són els boscos. Està amenaçada per la destrucció del seu entorn. Aquest tàxon fou anomenat en honor del zoòleg estatunidenc Richard Sage, que col·laborà amb Pearson en el seu estudi dels rosegadors de la Patagònia.